# Against Da Grain
Against Da Grain – debiutancki album amerykańskiego zespołu YoungBloodZ, wydany 12 października, 1999 roku.

## Lista utworów
1. "YoungBloodz Intro" (6P's Interlude) – 2:54
2. "Shakem' Off" – 3:42
3. "Pop, Pop, Pop" (Cuttin' Tonight Interlude) – 5:59
4. "85" (Billy Dee Interlude) (featuring Big Boi) – 4:30
5. "U-Way" (How We Do It) – 4:34
6. "Hot Heat" (featuring Bone Crusher & Backbone) – 4:08
7. "6 to 14 in 12" – 4:14
8. "Down Heya" (In the South) – 4:29
9. "Thangs Movin' Slow" – 4:13
10. "It's the Money" (Fake ID Interlude) – 4:58
11. "Booty Club Playa" – 3:39
12. "87 Fleetwood" – 4:11
13. "Get It How We Get It" (Splack-Interlude) (featuring Leroo Willams) – 4:49
14. "Just a Dream" – 2:25
15. "U-Way" (How We Do It) (Remix) (featuring Lil Wayne) – 4:43